# Mario Basler
Mario Basler (Neustadt an der Weinstraße, Alemania, 18 de diciembre de 1968) es un exfutbolista alemán que actualmente ejerce de entrenador del Rot-Weiss Oberhausen.

## Trayectoria

### Como jugador
| Club                 | País     | Año       |
| -------------------- | -------- | --------- |
| 1. FC Kaiserslautern | Alemania | 1987-1989 |
| Rot-Weiss Essen      | Alemania | 1989-1991 |
| Hertha BSC           | Alemania | 1991-1993 |
| Werder Bremen        | Alemania | 1993-1996 |
| FC Bayern de Múnich  | Alemania | 1996-1999 |
| 1. FC Kaiserslautern | Alemania | 1999-2003 |
| Al-Rayyan            | Catar    | 2003-2004 |

### Como entrenador
| Club                 | País     | Año        |
| -------------------- | -------- | ---------- |
| SSV Jahn Regensburg  | Alemania | 2004-2005  |
| Eintracht Tier 05    | Alemania | 2008-2010  |
| Wacker Burghausen    | Alemania | 2010 -2011 |
| Rot-Weiss Oberhausen | Alemania | 2011-      |

## Palmarés
Werder Bremen
- Copa de Alemania: 1993-94

Bayern Múnich
- Bundesliga: 1996-97, 1998-99
- Copa de Alemania: 1997-98
- Copa de la Liga de Alemania: 1997, 1998, 1999

Selección de Alemania
- Eurocopa: 1996